# (3162) Nostalgia
(3162) Nostalgia es un asteroide perteneciente al cinturón de asteroides descubierto el 16 de diciembre de 1980 por Edward L. G. Bowell desde la Estación Anderson Mesa, en Flagstaff, Estados Unidos.

## Designación y nombre
Nostalgia recibió al principio la designación de 1980 YH.
Más adelante, en 1987, a propuesta del descubridor según una sugerencia de Jean Meeus, se nombró con la palabra latina «nostalgia» de igual significado en español.

## Características orbitales
Nostalgia orbita a una distancia media del Sol de 3,158 ua, pudiendo acercarse hasta 2,667 ua y alejarse hasta 3,65 ua. Tiene una inclinación orbital de 17,92 grados y una excentricidad de 0,1557. Emplea 2050 días en completar una órbita alrededor del Sol.

## Características físicas
La magnitud absoluta de Nostalgia es 11,4.